# Eugène Verpault
Eugène Hippolyte Verpault (* 16. November 1885 in Dijon; † 23. Juni 1980 in Saint-Laurent-sur-Saône) war ein französischer Autorennfahrer.

## Karriere
Eugène Verpault war in der Frühphase der 24 Stunden von Le Mans zweimal bei diesem Langstreckenrennen am Start. Beim Debütrennen 1923 steuerte er einen Brasier TC4 an die elfte Stelle der Gesamtwertung. Ein Jahr später wurde er gemeinsam mit seinem Landsmann Marcel Delabarre Gesamtsiebter.

## Statistik

### Le-Mans-Ergebnisse
| Jahr | Team                            | Fahrzeug    | Teamkollege      | Platzierung | Ausfallgrund |
| ---- | ------------------------------- | ----------- | ---------------- | ----------- | ------------ |
| 1923 | Automobiles Brasier             | Brasier TC4 | René Migeot      | Rang 11     |              |
| 1924 | Société des Automobiles Brasier | Brasier TB4 | Marcel Delabarre | Rang 7      |              |